# Taden
Taden (Gallo und bretonisch ebenfalls Taden) ist eine französische Gemeinde mit 2.599 Einwohnern (Stand: 1. Januar 2022) im Département Côtes-d’Armor in der Region Bretagne. Taden gehört zum Arrondissement Dinan und zum Kanton Pleslin-Trigavou. Die Einwohner werden Tadennais genannt.

## Geographie
Taden liegt als Banlieue etwa drei Kilometer nordöstlich des Stadtzentrums von Dinan am Ästuar der Rance. Umgeben wird Taden von den Nachbargemeinden Pleslin-Trigavou im Norden, Plouër-sur-Rance und Saint-Samson-sur-Rance im Norden und Nordosten, La Vicomté-sur-Rance im Nordosten, Saint-Hélen im Osten, Lanvallay im Süden und Südosten, Dinan im Süden, Quévert im Westen und Südwesten, Corseul im Westen sowie Languenan im Nordwesten. 
Durch die Gemeinde führt die Route nationale 176, im Südosten die frühere Route nationale 12 (heutige D12).

## Bevölkerungsentwicklung
| Jahr          | 1962 | 1968 | 1975 | 1982 | 1990 | 1999 | 2006 | 2019 |
| Einwohner     | 1032 | 1175 | 1508 | 1616 | 1698 | 1741 | 1920 | 2524 |
| Quelle: INSEE |      |      |      |      |      |      |      |      |

## Sehenswürdigkeiten
- Kirche Saint-Pierre
- Herrenhaus von La Grand-Cour, seit 1993 Monument historique
- Schloss La Garaye, alte Domäne, weitgehend Ruine, Monument historique
- Schloss La Conninais, Monument historique
- gallorömische Siedlungsspuren

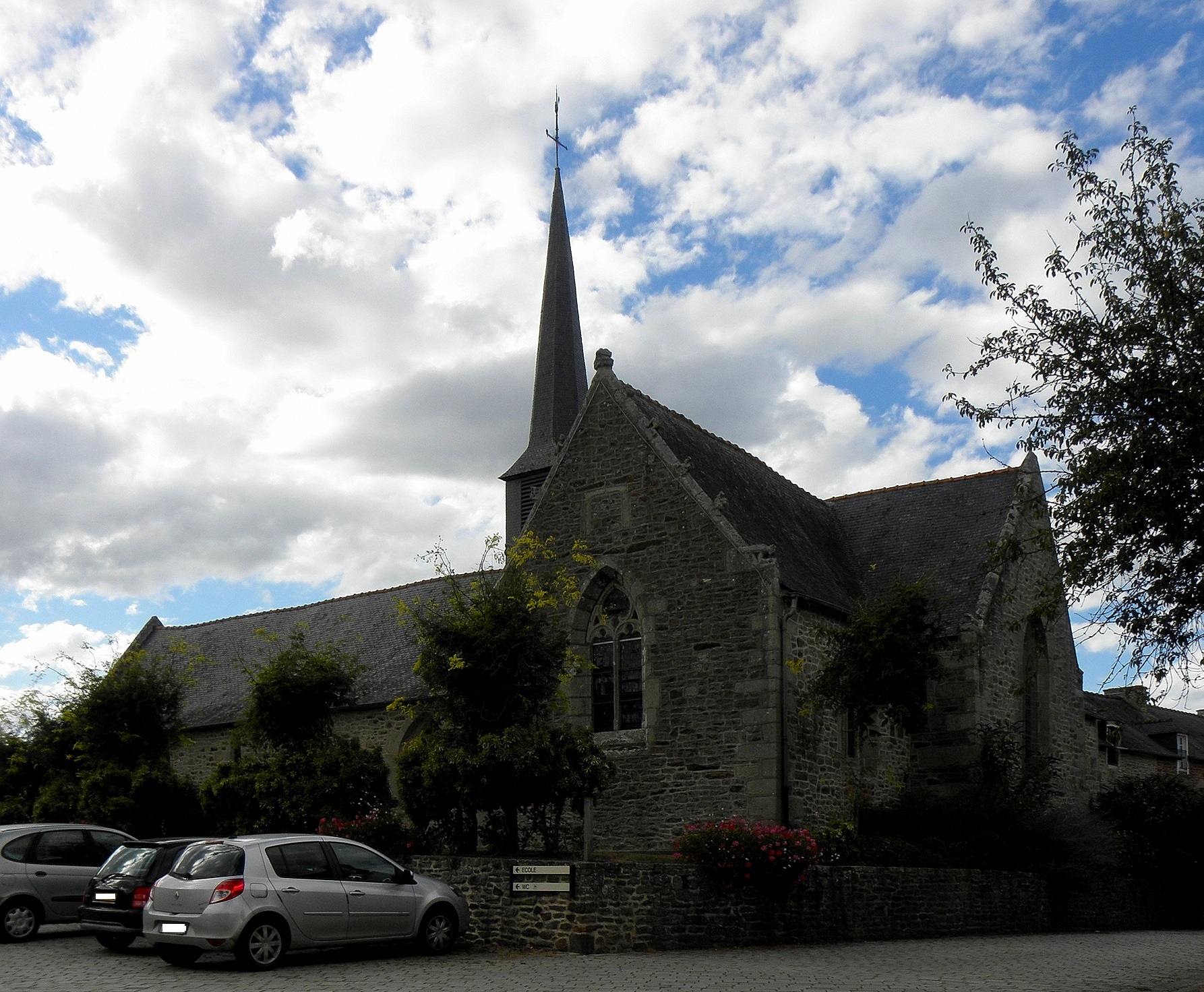
Kirche Saint-Pierre
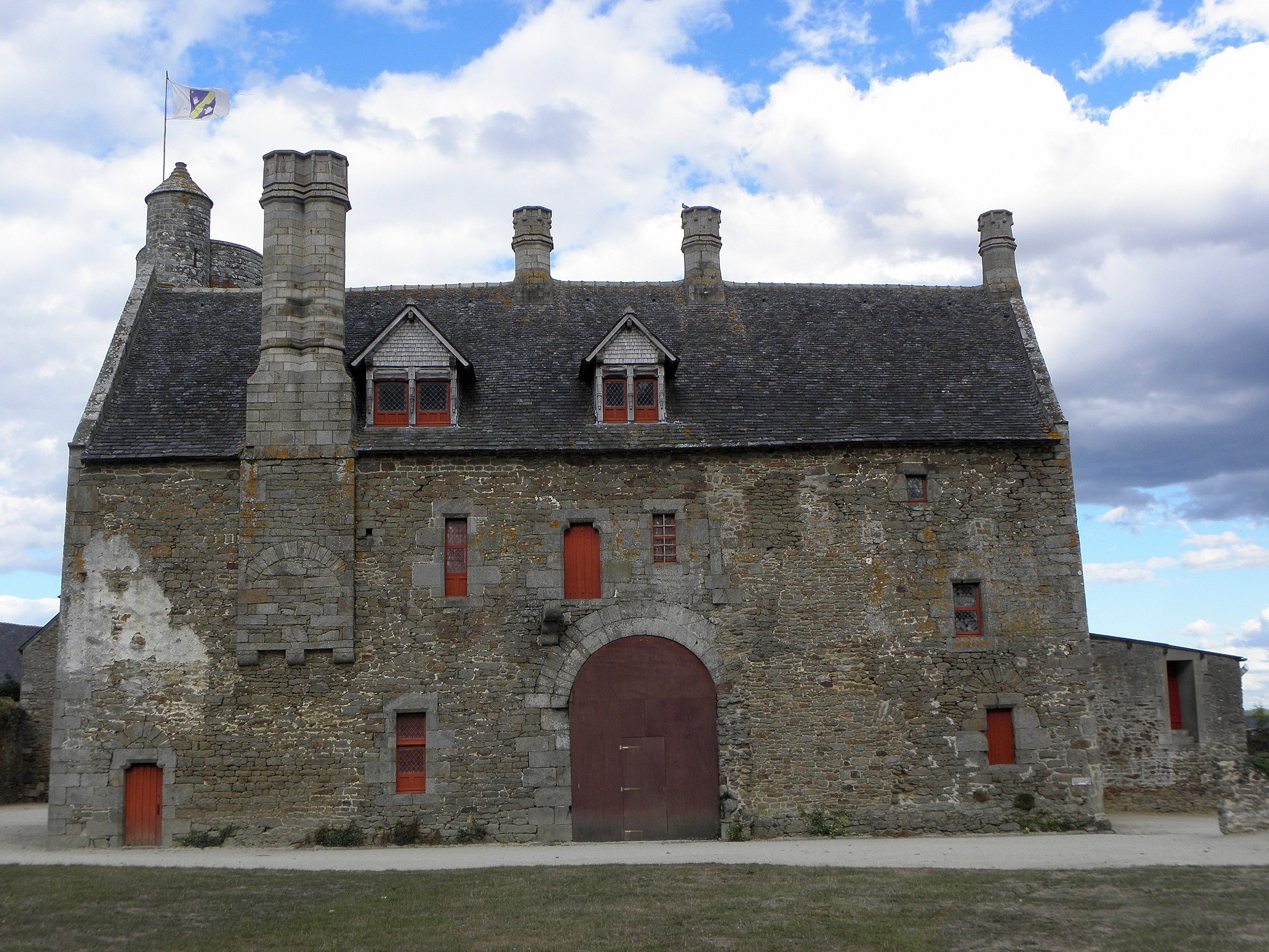
Herrenhaus La Grand-Cour
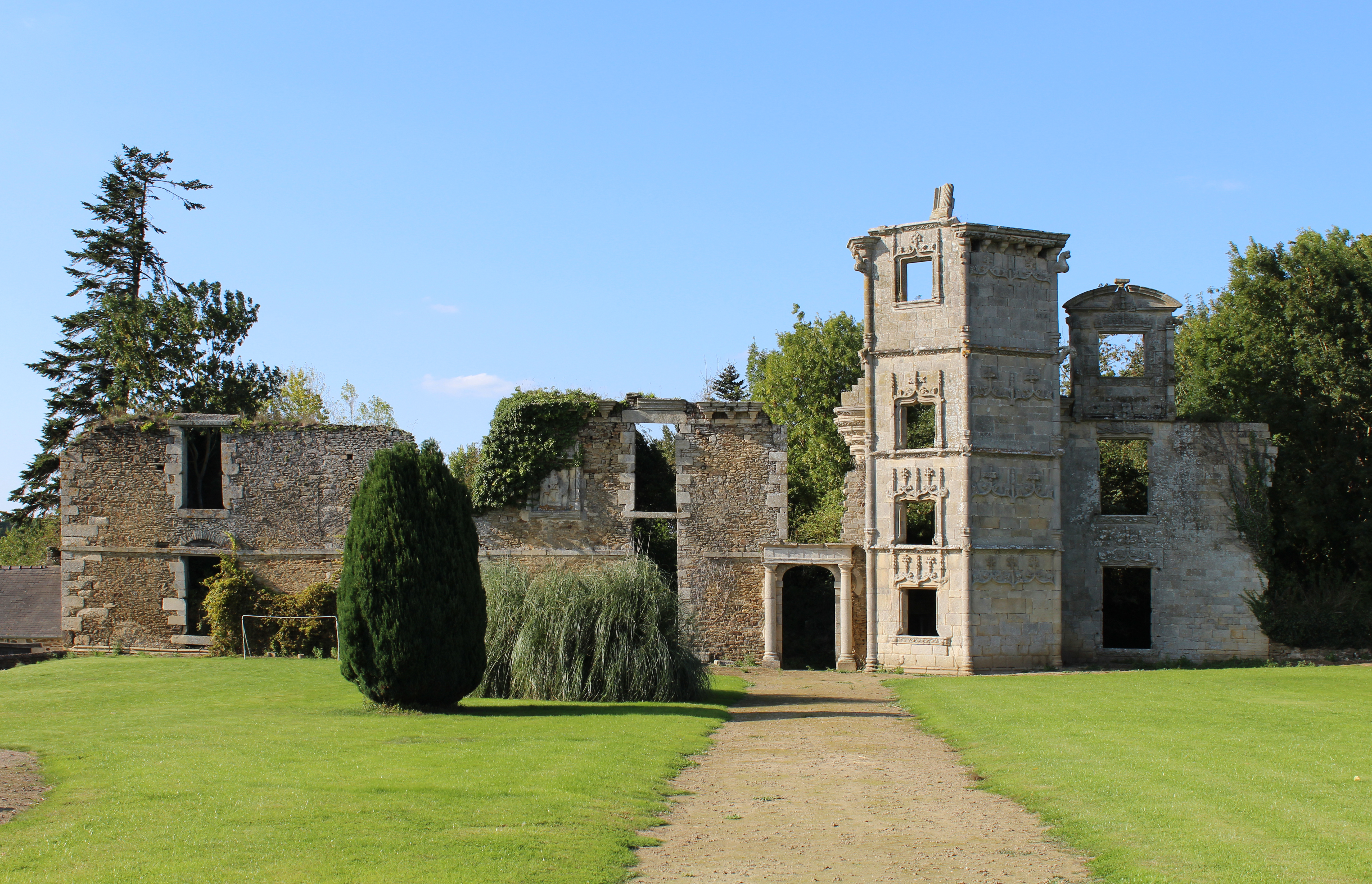
Schloss La Garaye